# Johns Hopkins University Press
La Johns Hopkins University Press (anche chiamata JHU Press o JHUP) è la casa editrice della Johns Hopkins University. Fu fondata nel 1878 ed è la più antica casa editrice universitaria statunitense ancora in attività. La Press pubblica libri, riviste e database elettronici. Considerando tutti i suoi prodotti (libri, riviste, e risorse elettroniche), compete per il titolo di editore universitario più grande degli Stati Uniti. La sua sede è in Charles Village, Baltimora.

## Panoramica
Daniel Coit Gilman, il primo presidente della Johns Hopkins University, inaugurò la casa editrice nel 1878. La Press cominciò come la Publication Agency dell'università, pubblicando l'American Journal of Mathematics nel primo anno e l'American Chemical Journal nel secondo. Nel 1881 pubblicò il suo primo libro, Sidney Lanier: A Memorial Tribute, per onorare l'omonimo poeta che fu uno dei primi scrittori in sede dell'università. Nel 1891, la Publication Agency diventò la Johns Hopkins Press; dal 1972, è conosciuta come la Johns Hopkins University Press.
Nei suoi 125 anni di pubblicazioni accademiche, la Press ha avuto solo otto direttori: Nicholas Murray (1878–1908), Christian W. Dittus (1908–1948), Harold E. Ingle (1948–1974), Jack G. Goellner (1974–1996), Willis G. Regier (1996–1998), James D. Jordan (1998–2003), Kathleen Keane (2003–2017) e Barbara Pope (2017–presente).

## Pubblicazioni
JHU Press pubblica ogni anno 90 riviste accademiche e più di 200 libri nuovi. Dal 1993, JHU Press gestisce il Project MUSE, un fornitore online di più di 550 riviste accademiche e più di 20 000 libri elettronici.